# Nawbahar (distrikt)
Nawbahar är ett distrikt i Afghanistan. Det ligger i provinsen Zabol, i den sydöstra delen av landet, 300 km sydväst om huvudstaden Kabul.
Distriktet beräknades år 2022 ha cirka 25 000 invånare.